# Proporcellio latus
Proporcellio latus is een pissebed uit de familie Porcellionidae. De wetenschappelijke naam van de soort is voor het eerst geldig gepubliceerd in 1949 door Karl Wilhelm Verhoeff.